# Chamaecyparis
Chamaecyparis és un gènere de coníferes dins la família Cupressàcia, nativa d'Àsia oriental i est i oest d'Amèrica del Nord. En el comerç de vivers sovint s'anomena incorrectament com "xiprer fals". Els sinònims inclouen Retinispora Siebold & Zucc. i Retinospora Carr. El nom de Chamaecyparisis deriva del grec khamai, significa 'terra', i kuparissos 'xiper'.
Són arbres perennifolis que fan de 20 a 70 m d'alt.

## Taxonomia
- Chamaecyparis formosensis - Taiwan.
- Chamaecyparis lawsoniana - Amèrica del Nord, oest.
- Chamaecyparis obtusa - Japó.
- Chamaecyparis pisifera - Japó.
- Chamaecyparis taiwanensis - Taiwan.
- Chamaecyparis thyoides - Amèrica del Nord, est

C. taiwanensis is considerat per molts autors com una varietat de C. obtusa (com C. obtusa var. formosana).
També hi ha espècies fòssils incloent:
- †Chamaecyparis eureka Eocè, Axel Heiberg Island, Canadà.
- †Chamaecyparis linguaefolia Oligocè, Colorado, USA

L'espècie Chamaecyparis nootkatensis, ha estat transferida al gènere Callitropsis com Callitropsis nootkatensis, o tornada a Cupressus nootkatensis.
| Tàxons                                                 | sinònims (i subtaxons inclosos)                                                                           | Continent | Nom català |
| ------------------------------------------------------ | --- | --------- | --- |
| Chamaecyparis Spach                                    | Retinispora Siebold & Zucc.                                                                               |           | camecíparis, fals xiprer, xiprer fals                                                                            |
| Chamaecyparis formosensis Matsum.                      | Cupressus formosensis (Matsum.) A. Henry                                                                  | 3 As-temp | camecíparis de Formosa, xiprer de Formosa, xiprer fals de Formosa                                                |
| Chamaecyparis lawsoniana (A. Murray bis) Parl.         | Cupressus lawsoniana A. Murray bis                                                                        | Am-N      | xiprer de Lawson, camecíparis, camecíparis de Lawson, cedre de Port Orford, xiprer fals de Lawson; cedre [fusta] |
| Chamaecyparis nootkatensis                             | → Cupressus nootkatensis                                                                                  |           | |
| Chamaecyparis obtusa (Siebold & Zucc.) Endl.           | Cupressus obtusa (Siebold & Zucc.) F. Muell                                                               | 3 As-temp | xiprer hinoki, camecíparis hinoki, hinoki, xiprer del Japó, xiprer fals hinoki, xiprer obtús                     |
| Chamaecyparis obtusa var. formosana (Hayata) Hayata    | Chamaecyparis taiwanensis Masam. & Suzuki, Cupressus obtusa var. formosana (Hayata) Dallim. & A.B.Jacks., | 3 As-temp | xiprer hinoki de Formosa                                                                                         |
| Chamaecyparis pisifera (Siebold & Zucc.) Endl.         | Cupressus pisifera (Siebold & Zucc.) F. Muell                                                             | 3 As-temp | xiprer sawara, camecíparis sawara, xiprer dels pèsols, xiprer fals de Hondo, xiprer fals sawara                  |
| Chamaecyparis thyoides (L.) Britton, Sterns & Poggenb. | | Am-N      | xiprer blanc americà, camecíparis blanc americà, xiprer fals blanc americà                                       |
| Chamaecyparis thyoides var. henryae (H. L. Li) Little  | Chamaecyparis henryi H. L. Li                                                                             | Am-N      | camecíparis de Florida, xiprer fals de Florida                                                                   |

## Cultiu i usos
Quatre espècies (C. lawsoniana, C. obtusa, C. pisifera, i C. thyoides) són plantes ornamentals
La seva fusta és fragant i al Japó s'ha usat per construir temples.